# Buick Invicta Concept
O Invicta Concept é um automóvel sedan conceitual de porte médio-grande da Buick. Foi apresentado oficialmente na edição de 2008 do Salão do Automóvel de Pequim.